# Nomada neomexicana
Nomada neomexicana är en biart som beskrevs av Cockerell 1903. Nomada neomexicana ingår i släktet gökbin, och familjen långtungebin. Inga underarter finns listade i Catalogue of Life.